# Парадокс Ньюкома
Парадо́кс Нью́кома был придуман физиком Уильямом Ньюкомом (внук Саймона Ньюкома) в 1960 году. Парадокс предполагает мысленный эксперимент, игру с двумя участниками — предсказателем и собственно игроком.

## Описание
Предсказатель ставит перед игроком две коробки — открытую и закрытую. В открытой коробке находится тысяча долларов, в закрытой — либо миллион долларов, либо ничего. Игрок может взять себе или только закрытую коробку, или обе коробки вместе. Содержимое коробки зависит от предсказателя:
- Если он предскажет, что игрок выберет обе коробки, то закрытая коробка будет пустой
- Если предсказывается, что игрок выберет закрытую коробку, то коробка будет содержать миллион долларов.

Какую коробку следует выбрать игроку, чтобы получить наибольшую сумму? Ему известны все условия игры, известно, что содержимое коробки зависит от предсказаний; единственное, что ему неизвестно, — это какое именно из двух предсказаний сделано.

## Объяснение
Впервые опубликовал и проанализировал парадокс философ из Гарвардского университета Роберт Нозик. Работа Нозика опиралась на такие разделы математики, как теория игр и теория принятия решений.
Задача называется парадоксом, так как для её решения существует три интуитивно логичных и внешне непротиворечивых способа рассуждения.
С одной стороны, если считать, что предсказатель может ошибаться, то независимо от того, какое предсказание сделал предсказатель, выгоднее выбрать обе коробки. При этом можно руководствоваться следующими соображениями: если был предсказан первый вариант, то игрок получит либо тысячу долларов, либо ничего. Если же было сделано второе предсказание, то игрок фактически выбирает между 1000000$ и 1001000$. Поэтому выбирая всегда обе коробки игрок получит больше денег.
С другой стороны, если считать, что сделав выбор, игрок повлияет на предсказание (которое будет безошибочным), то таких результатов как 0$ и 1001000$ (расхождений в предсказании и выборе игрока) не может получиться в принципе. Поэтому игрок может получить либо тысячу (если он выберет обе коробки, то вторая будет пустой), либо миллион (если выберет только закрытую).
Наконец, если считать, что предсказатель уже безошибочно предсказал будущее, то игроку не о чём беспокоиться: выбор уже сделан за него и до него, он лишь механически исполняет неизбежное.
Подробный обзор различных, в том числе и противоположных, взглядов на разрешение парадокса Ньюкома приведён в разделе «Математические игры» журнала Scientific American Мартином Гарднером (июль 1973) и профессором Нозиком (март 1974).
Существуют 2 ситуации в этой задаче: 1) когда предсказатель всегда правильно предсказывает и 2) когда предсказатель является обычным человеком. В первом случае выгоднее всегда выбирать закрытую коробку. Во втором случае выгоднее брать обе коробки. В общем случае, когда возможность выбирать является однократной и в отсутствии доказанных способностей достоверно предсказывать события у «предсказателя» выгоднее брать обе коробки.
В случае же, когда есть возможность многократного выбора коробок, и предсказатель не проявляет своих способностей предсказывать достоверно каждый раз ваш выбор, в игру вмешивается психология человека. Предсказатель может получить возможность предсказать результат по мимике, длительности раздумий, повторяемым комбинациям выбора коробок (шаблонам поведения/склонности к определенным последовательностям действий) и, значит, выбор наиболее выгодного варианта становится зависимым от предыдущих действий испытуемого, то есть от его личности и не может быть дан однозначный вариант, подходящий всем.
Однако же, если предсказатель не проявляет своих способностей предсказывать достоверно каждый раз ваш выбор, но по правилам игры ему нужно стараться предсказать, то для получения наибольшей выгоды следует всегда выбирать закрытую коробку, тогда ему придется туда класть 1000000$ каждый раз. Если в начале игры сообщить предсказателю, что Вы всегда будете выбирать закрытую коробку, то предсказатель не сможет намеренно ошибиться больше, чем N раз (необходимое количество событий для выявления закономерности), иначе он будет нарушать правила игры.

## Значение
Парадокс соотносится с философскими проблемами о свободе воли и предопределенности наших действий.